# Reynolds (Familienname)
Reynolds ist ein Familienname. Er ist ursprünglich irischen und englischen Ursprungs.

## Namensträger

### A
- Adeline De Walt Reynolds (1862–1961), US-amerikanische Schauspielerin
- Alan Reynolds († 2014), britischer Maler
- Alastair Reynolds (* 1966), walisischer Autor
- Alastair Reynolds (Fußballspieler) (* 1996), schottischer Fußballspieler
- Albert Reynolds (1932–2014), irischer Politiker
- Albert Reynolds (Leichtathlet) (* 1988), lucianischer Speerwerfer
- Amanda Reynolds (* 1971), australische Parakanutin
- Andrew Reynolds (* 1978), US-amerikanischer Skateboarder
- Anna Reynolds (1930–2014), britische Opernsängerin (Alt)
- Arthur Reynolds, auch Arthur Mainzer-Reynolds, Pseudonym von Arthur Mainzer (1895–1954), deutscher Schauspieler
- Arthur Reynolds (Fußballspieler) (1887–1970), englischer Fußballspieler, Torwart
- Arthur Reid Reynolds, US-amerikanischer Songwriter und Gospelsänger
- Arthur T. F. Reynolds (1909–2001), britischer, protestantischer Missionar

### B
- Barbara Reynolds (Autorin) († 2015), britische Romanistin und Biografin
- Barbara G. Reynolds, guyanische Erziehungswissenschaftlerin und Menschenrechtsexpertin
- Ben Reynolds (* 1978), bahamaischer Jazz- und Fusionmusiker
- Ben Reynolds (Leichtathlet) (* 1990), irischer Leichtathlet
- Ben F. Reynolds (1890–1948), US-amerikanischer Kameramann
- Blind Joe Reynolds (1900–1968), US-amerikanischer Bluesmusiker
- Bob Reynolds (Sportler) (1876–??), irischer Fußballspieler und Radsportler
- Bob Reynolds (Turner) (1881–1955), US-amerikanischer Turner
- Bob Reynolds (Baseballspieler) (* 1947), US-amerikanischer Baseballspieler
- Bob Reynolds (Musiker) (* 1977), US-amerikanischer Jazzmusiker
- Bobby Reynolds (Footballspieler) (* 1931), US-amerikanischer American-Football-Spieler
- Bobby Reynolds (Eishockeyspieler) (* 1967), US-amerikanischer Eishockeyspieler
- Bobby Reynolds (Tennisspieler) (* 1982), US-amerikanischer Tennisspieler
- Brian Reynolds (Militär) (1902–1965), britischer Offizier bei der Royal Air Force
- Brian Reynolds (Cricketspieler) (1932–2015), englischer Cricketspieler
- Brian Reynolds (Computerspielentwickler) (* 1967), US-amerikanischer Computerspielentwickler
- Brian Eddie Reynolds (* 1976), irischer Musiker
- Brian Reynolds Myers (* 1963), US-amerikanischer Hochschullehrer
- Bryan Reynolds (Theoretiker) (* 1968), US-amerikanischer kritischer Theoretiker, Performance Theoretiker und Hochschullehrer
- Bryan Reynolds (Baseballspieler) (* 1995), US-amerikanischer Baseballspieler
- Bryan Reynolds (Fußballspieler) (* 2001), US-amerikanischer Fußballspieler
- Bruce Reynolds (1931–2013), britischer Verbrecher
- Burt Reynolds (1936–2018), US-amerikanischer Schauspieler

### C
- Candy Reynolds (* 1955), US-amerikanische Tennisspielerin
- Charles Reynolds (Segler) (* 1943), britischer Segler
- Charles A. Reynolds (1848–1936), US-amerikanischer Bauingenieur und Politiker (Republikanische Partei)
- Christopher Augustine Reynolds (1834–1893), irischer Geistlicher, Erzbischof von Adelaide
- Corey Reynolds (* 1974), US-amerikanischer Schauspieler
- Craig Reynolds (* 1953), US-amerikanischer Informatiker und Computergrafiker

### D
- Dan Reynolds (* 1987), US-amerikanischer Sänger und Songschreiber
- David Reynolds (Drehbuchautor), US-amerikanischer Schauspieler und Drehbuchautor
- David Reynolds (Historiker) (* 1952), britischer Historiker
- David Reynolds (Rennfahrer) (* 1985), australischer Motorsportler
- David S. Reynolds (* 1948), US-amerikanischer Literaturwissenschaftler und Historiker
- Dean Reynolds (* 1963), englischer Snookerspieler
- Dean Reynolds (Dartspieler) (* 1992), walisischer Dartspieler
- Debbie Reynolds (1932–2016), US-amerikanische Schauspielerin
- Don Reynolds, ein Pseudonym von Renato Savino (* 1926), italienischer Drehbuchautor und Filmregisseur
- Don Reynolds, ein Pseudonym von Giancarlo Romitelli (* 1936), italienischer Filmregisseur
- Don Reynolds (Schauspieler) (1937–2019), US-amerikanischer Schauspieler und Pferdetrainer
- Don Reynolds (Baseballspieler) (* 1953), US-amerikanischer Baseballspieler
- Don Reynolds (Produzent), Filmproduzent

### E
- Edward Reynolds (1599–1676), britischer Geistlicher, Bischof von Norwich
- Edwin R. Reynolds (1816–1908), US-amerikanischer Politiker
- Eric Reynolds, amerikanischer Filmtechniker für visuelle Effekte

### F
- Fiona Reynolds (* 1958), Britin, ehemalige Generaldirektorin des National Trust
- Finn Reynolds (* 2000), neuseeländischer Tennisspieler
- Foster Adolph Reynolds (1884–1960), US-amerikanischer Instrumentenbauer
- Frank Reynolds (Journalist) (1923–1983), US-amerikanischer Journalist und Nachrichtensprecher
- Frank Reynolds (Hockeyspieler) (1917–2001), britischer Feldhockeyspieler
- Frank Reynolds (Filmeditor), US-amerikanischer Filmeditor
- Frank Reynolds (Maler) (1876–1953), britischer Maler

### G
- Gene Reynolds (1923–2020), US-amerikanischer Schauspieler, Regisseur, Produzent und Drehbuchautor
- George William MacArthur Reynolds (1814–1879), britischer Schriftsteller und Journalist
- Gerry Reynolds (* 1961), irischer Politiker (Fine Gael)
- Gideon Reynolds (1813–1896), US-amerikanischer Politiker
- Gilbert Westacott Reynolds (1895–1967), südafrikanischer Optiker und Botaniker
- Graham Reynolds (1914–2013), britischer Kunsthistoriker

### H
- Harry Reynolds (Radsportler, 1874) (1874–1940), irischer Radsportler
- Harry Reynolds (Radsportler, 1935) (* 1935), britischer Radrennfahrer
- Harry Reynolds (Filmeditor) (1901–1971), US-amerikanischer Filmeditor
- Harry Reynolds (* 1964), US-amerikanischer Leichtathlet
- Henry Reynolds (Historiker) (* 1938), australischer Historiker
- Henry Revell Reynolds (1745–1811), englischer Arzt

### I
- Ignatius Aloysius Reynolds (1798–1855), US-amerikanischer römisch-katholischer Bischof

### J
- J. Sargeant Reynolds (Julian Sargeant Reynolds; 1936–1971), US-amerikanischer Politiker
- Jack Reynolds (Fußballspieler, 1869) (John Reynolds; 1869–1917), irisch-englischer Fußballspieler
- Jack Reynolds (Fußballspieler, 1881) (John Reynolds; 1881–1962), englischer Fußballspieler und -trainer
- Jack Reynolds (Footballspieler) (John Sumner Reynolds; * 1947), US-amerikanischer American-Football-Spieler

- James Reynolds (Schauspieler) (* 1946), US-amerikanischer Schauspieler
- James Reynolds (Komponist) (* 1953), US-amerikanischer Komponist
- James Reynolds (Journalist) (* 1974), britischer Journalist
- James Reynolds (Snookerspieler) (* 1978), walisischer Snookerspieler
- James Reynolds (Verleger) (1817–1876), britischer Verleger
- James B. Reynolds (1779–1851), US-amerikanischer Politiker
- James Henry Reynolds (1844–1932), britischer Offizier
- Jason Reynolds (* 1983), US-amerikanischer Schriftsteller
- Jeff Reynolds (* 1966), US-amerikanischer Leichtathlet
- Jeremiah N. Reynolds (1799–1858), US-amerikanischer Zeitungsherausgeber und Forschungsreisender
- Jerry Reynolds (1867–1944), schottischer Fußballspieler
- Jody Reynolds (1932–2008), US-amerikanischer Sänger, Gitarrist und Songwriter
- John Reynolds (Marineoffizier) (1713–1788), britischer Marineoffizier und Kolonialgouverneur
- John Reynolds (Politiker, 1788) (1788–1865), US-amerikanischer Politiker (Illinois)
- John Reynolds (Politiker, 1794) (1794–1868), irischer Politiker
- John Reynolds (Astronom) (1874–1949), britischer Astronom, Präsident der Royal Astronomical Society
- John Reynolds (Physiker) (1923–2000), US-amerikanischer Geophysiker
- John Reynolds (Schauspieler, 1941) (1941–1966), US-amerikanischer Schauspieler
- John Reynolds (Rennfahrer) (* 1965), britischer Motorradrennfahrer
- John Reynolds (Musiker), irischer Musiker und Produzent
- John Reynolds (Schauspieler, 1991) (* 1991), US-amerikanischer Schauspieler
- John Charles Reynolds (1935–2013), US-amerikanischer Informatiker
- John Fulton Reynolds (1820–1863), US-amerikanischer Generalmajor
- John Hazard Reynolds (1819–1875), US-amerikanischer Politiker
- John J. Reynolds (Politiker) (John Jonathan Reynolds; 1812–1908), US-amerikanischer Politiker
- John J. Reynolds (Leichtathlet) (John James Reynolds; 1889–1987), irisch-US-amerikanischer Leichtathlet
- John J. Reynolds (Geschäftsmann) (um 1903–1981), US-amerikanischer Immobilienmakler
- John Merriman Reynolds (1848–1933), US-amerikanischer Politiker
- John Russell Reynolds (1828–1896), britischer Neurologe
- John W. Reynolds (1921–2002), US-amerikanischer Politiker
- Jonathan Reynolds (* 1980), britischer Politiker
- Joop Reynolds (1927–2014), niederländischer Pianist und Komponist
- Joseph Reynolds (1785–1864), US-amerikanischer Politiker
- Joseph Jones Reynolds (1822–1899), US-amerikanischer Offizier
- Joshua Reynolds (1723–1792), englischer Maler
- Joyce Reynolds (Philologin) (1918–2022), britische Philologin
- Joyce Reynolds (Schauspielerin) (1924–2019), US-amerikanische Schauspielerin
- Joyce K. Reynolds (1952–2015), US-amerikanische Informatikerin und Internet-Pionierin

### K
- Katherine Reynolds (* 1987), US-amerikanische Fußballspielerin
- Keith Reynolds (Radsportler, 1930) (* 1930), australischer Radrennfahrer
- Keith Reynolds (Radsportler, 1963) (* 1963), britischer Radrennfahrer
- Kevin Reynolds (Regisseur) (* 1952), US-amerikanischer Regisseur und Drehbuchautor
- Kevin Reynolds (Eiskunstläufer) (* 1990), kanadischer Eiskunstläufer
- Kim Reynolds (* 1959), US-amerikanische Politikerin
- Kristina Reynolds (* 1984), deutsche Hockeyspielerin

### L
- LaRoy Reynolds (* 1990), US-amerikanischer American-Football-Spieler
- Lauren Reynolds (* 1991), australische Radrennfahrerin
- Leighton Durham Reynolds (1930–1999), britischer Altphilologe
- Lindsay Reynolds, Stabschefin von Melania Trump

### M
- Mack Reynolds (1917–1983), US-amerikanischer Autor
- Malvina Reynolds (1900–1978), US-amerikanische Sängerin und Komponistin
- Maria Reynolds (1768–1828), Geliebte von Alexander Hamilton
- Marjorie Reynolds (1917–1997), US-amerikanische Schauspielerin
- Mark Reynolds (Segler) (* 1955), US-amerikanischer Segler
- Mark Reynolds (Golfspieler) (* 1978), britischer Golfspieler
- Mark Reynolds (Baseballspieler) (* 1983), US-amerikanischer Baseballspieler
- Mark Reynolds (Basketballspieler) (* 1984), irischer Basketballspieler
- Mark Reynolds (Fußballspieler) (* 1987), schottischer Fußballspieler
- Mark Reynolds (Eishockeyspieler) (* 1988), irischer Eishockeyspieler
- Martin Reynolds (* 1949), britischer Leichtathlet
- Mary Reynolds (Politikerin) (1889–1974), irische Politikerin
- Mary Reynolds (Künstlerin) (1891–1950), US-amerikanische Buchbinderin
- Mary Reynolds (Landschaftsarchitektin) (* 1974), irische Gärtnerin, Landschaftsdesignerin, Autorin und Umweltaktivistin
- Mel Reynolds (* 1952), US-amerikanischer Politiker
- Michael J. Reynolds (1939–2018), kanadischer Schauspieler
- Molly Reynolds, australische Filmregisseurin, -produzentin und Drehbuchautorin

### N
- Nancy Reynolds (* 1970), US-amerikanische Beachvolleyballspielerin
- Neil Reynolds (1940–2013), kanadischer Journalist und Herausgeber
- Nick Reynolds (1933–2008), US-amerikanischer Gitarrist, Perkussionist und Sänger
- Norman Reynolds (1934–2023), britischer Filmarchitekt

### O
- Osborne Reynolds (1842–1912), irischer Physiker

### P
- Patrick Reynolds (Politiker) (1887–1932), irischer Politiker (Cumann na nGaedheal)
- Patrick J. Reynolds (1920–2003), irischer Politiker (Fine Gael)
- Paul Reynolds (Journalist) (* 1946), britischer Journalist
- Paul Reynolds (Musiker) (* 1962), britischer Musiker, Gitarrist von A Flock of Seagulls
- Paul Reynolds (Schauspieler) (* 1970), britischer Schauspieler
- Paul Reynolds (Badminton) (* 1999), irischer Badmintonspieler
- Peter Reynolds (Schauspieler) (1926–1976), britischer Schauspieler
- Peter Reynolds (Schwimmer) (1948–2012), australischer Schwimmer
- Peter Reynolds (Komponist) (1958–2016), walisischer Komponist

### R
- R. J. Reynolds (Unternehmer) (1850–1918), US-amerikanischer Geschäftsmann und Gründer der R. J. Reynolds Tobacco Company
- R. J. Reynolds (Baseballspieler) (* 1959), US-amerikanischer Baseballspieler
- Richard Reynolds (Heiliger) (um 1492–1535), englischer Mönch und Märtyrer
- Richard Reynolds (Bischof) (1674–1743), Bischof von Lincoln
- Richard Reynolds (Industrieller) (1735–1816), britischer Industrieller und Philanthrop
- Richard Reynolds (Autor) (* 1977), britischer Schriftsteller
- Richard Reynolds (Fußballspieler) (* 1980), guyanischer Fußballtorhüter
- Robert Reynolds (Schachspieler) (1950–2013), US-amerikanischer Schachspieler
- Robert J. Reynolds (1838–1909), US-amerikanischer Politiker
- Robert Rice Reynolds (1884–1963), US-amerikanischer Politiker
- Roger Reynolds (* 1934), US-amerikanischer Komponist
- Roger Edward Reynolds (1936–2014), US-amerikanischer Mediävist
- Ross Reynolds (* 1958), australischer Rugby-Union-Spieler
- Roxy Reynolds (* 1983), US-amerikanische Pornodarstellerin, Rapperin und Fotomodel
- Royal C. Reynolds (1910–2003), US-amerikanischer Brigadegeneral
- Ryan Reynolds (* 1976), kanadischer Schauspieler

### S
- Samuel W. Reynolds (1890–1988), US-amerikanischer Politiker
- Sandra Reynolds (* 1934), südafrikanische Tennisspielerin
- Sandy Reynolds-Wasco, US-amerikanische Szenenbildnerin
- Scott Reynolds (* 1981), kanadischer Eishockeyspieler
- Sean Reynolds (* 1990), US-amerikanischer Fußballspieler
- Sheldon Reynolds (1923–2003), US-amerikanischer Fernsehproduzent und Filmregisseur
- Simon Reynolds (* 1963), britischer Kulturjournalist und Autor
- Sophie Reynolds (* 1999), US-amerikanische Schauspielerin
- Stan Reynolds (1926–2018), britischer Jazzmusiker
- Susan Reynolds (1929–2021), britische Historikerin

### T
- Tanya Reynolds (* 1991), englische Schauspielerin
- Tessie Reynolds (um 1876–1955), englische Radsportlerin
- Thomas Reynolds (Gouverneur) (1796–1844), US-amerikanischer Politiker
- Thomas Reynolds (Politiker) (1818–1875), australischer Politiker
- Thomas Caute Reynolds (1821–1887), US-amerikanischer Politiker
- Thomas Hedley Reynolds (1921–2009), US-amerikanischer Historiker
- Thomas M. Reynolds (* 1950), US-amerikanischer Politiker
- Tina Reynolds, irische Schlagersängerin
- Tommy Reynolds (1917–1986), US-amerikanischer Klarinettist
- Tommy Reynolds (Fußballspieler) (1922–1998), englischer Fußballspieler

### V
- Vera Reynolds (1899–1962), US-amerikanische Schauspielerin
- Virginia Richmond Reynolds (1866–1903), US-amerikanische Malerin

### W
- Walter Reynolds († 1327), Bischof von Worcester und Erzbischof von Canterbury
- Walter Guernsey Reynolds (1873–1953), US-amerikanischer Organist und Komponist
- Wellington J. Reynolds (1865–1949), US-amerikanischer Porträt- und Landschaftsmaler sowie Kunstpädagoge
- William Reynolds (Maskenbildner) (1930–2018), US-amerikanischer Maskenbildner
- William Reynolds (Schauspieler) (1931–2022), US-amerikanischer Schauspieler
- William Reynolds (Pokerspieler) (* 1988), US-amerikanischer Pokerspieler
- William Reynolds-Stephens (1862–1943), britischer Bildhauer, Maler, Designer und Kunsthandwerker
- William E. Reynolds (1860–1944), US-amerikanischer Offizier der Küstenwache
- William H. Reynolds (1910–1997), US-amerikanischer Filmeditor
- William Hunter Reynolds (1822–1899), neuseeländischer Geschäftsmann und Politiker
- Winston A. Reynolds (1922–1985), US-amerikanischer Romanist, Hispanist und Mexikanist